# Gliśnica (Grande-Pologne)
Pour les articles homonymes, voir Gliśnica.
Gliśnica est une localité polonaise de la gmina mixte d'Odolanów, située dans le powiat d'Ostrów Wielkopolski en voïvodie de Grande-Pologne. Elle se trouve à environ 10 kilomètres au sud de la ville d'Ostrów Wielkopolski et 106 km au sud-est de Poznań, la capitale régionale. 

## Géographie

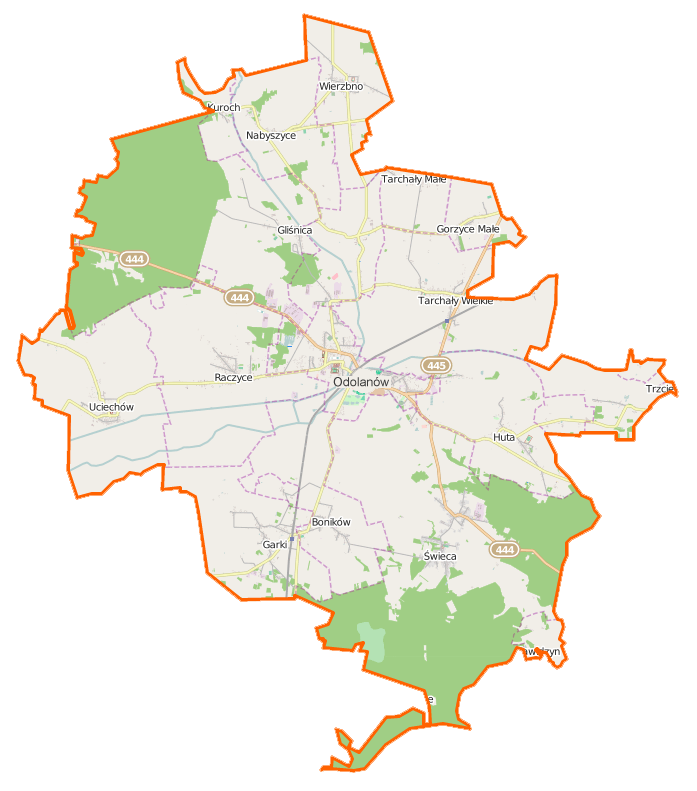
Carte de la gmina d'Odolanów.

## Histoire
De 1815 à 1919, Glisnica fait partie de l'arrondissement d'Adelnau dans le district de Posen au sein de la province de Posnanie.